# Kalenderovci Donji
Kalenderovci Donji är en ort i Bosnien och Hercegovina.   Den ligger i entiteten Republika Srpska, i den norra delen av landet, 130 km norr om huvudstaden Sarajevo. Kalenderovci Donji ligger 168 meter över havet och antalet invånare är 5 890.
Terrängen runt Kalenderovci Donji är platt. Närmaste större samhälle är Derventa, 6,5 km nordost om Kalenderovci Donji. 
Omgivningarna runt Kalenderovci Donji är en mosaik av jordbruksmark och naturlig växtlighet. Runt Kalenderovci Donji är det ganska tätbefolkat, med 67 invånare per kvadratkilometer.